# 中国共产党第十九届中央委员会第六次全体会议
中国共产党第十九届中央委员会第六次全体会议，简称中共十九届六中全会，于2021年11月8日至11日在北京举行，由中共中央政治局主持会议。全会听取和讨论了习近平受中央政治局委托作的工作报告，审议通过了《中共中央关于党的百年奋斗重大成就和历史经验的决议》和《关于召开党的第二十次全国代表大会的决议》。习近平向全会说明《中共中央关于党的百年奋斗重大成就和历史经验的决议（讨论稿）》，并在第二次全体会议演说。

## 背景
2021年9月10日，中共中央在中南海召开党外人士座谈会，就中共中央关于中国共产党的百年奋斗重大成就和历史经验的决议听取各民主党派中央、全国工商联负责人和无党派人士代表的意见和建议。中共中央总书记习近平主持座谈会并发表重要讲话，强调了总结中共百年奋斗重大成就和历史经验的必要性和重要意义。中共中央政治局常委汪洋、王沪宁、赵乐际出席座谈会。民革中央主席万鄂湘、民盟中央主席丁仲礼、民建中央主席郝明金、民进中央主席蔡达峰、农工党中央主席陈竺、致公党中央主席万钢、九三学社中央主席武维华、台盟中央主席苏辉、全国工商联主席高云龙、无党派人士代表周光权先后发言。其他部分党和国家领导人、中央有关部门负责人、党外人士代表出席座谈会。中国官方媒体直到两个月后，即六中全会闭幕后的11月12日才对此次座谈会进行了详细报道。
会议前夕，新华社于2021年11月6日发表长篇文章《习近平带领百年大党奋进新征程》，赞颂习近平执政九年间的政绩，被视为六中全会内容的预示。

## 会议内容

### 工作总结
全会充分肯定十九届五中全会以来中央政治局的工作。一致认为，面对世界百年未有之大变局和新冠肺炎疫情全球大流行交织影响，中央政治局高举中国特色社会主义伟大旗帜，在各个方面取得了令人瞩目的成就，成功举办了庆祝中国共产党成立100周年系列活动，习近平正式宣布全面建成小康社会，激励全党全国各族人民意气风发踏上向第二个百年奋斗目标进军的新征程。

### 总结党的百年奋斗重大成就和历史经验
全会对中国共产党成立100年来取得的成就和历史经验进行了全面的总结，充分肯定了以毛泽东、邓小平、江泽民、胡锦涛、习近平为主要代表的五代领导集体在新民主主义革命时期、社会主义革命和建设时期、改革开放和社会主义现代化建设新时期的贡献，总结了中国共产党推翻“三座大山”的压迫，将马克思主义普遍真理与中国具体实际相结合，创立和发展中国特色社会主义理论体系的进程。
全会公报在谈及港澳台问题时，出现了以往中央全会公报中没有出现过的提法：在港澳问题上，首次提到了“爱国者治港”和“爱国者治澳”；在台湾问题上，首次提到了“反对外部势力干涉”和“牢牢把握两岸关系主导权和主动权”。
中国共产党第十九届中央委员会第六次全体会议通过的《中共中央关于党的百年奋斗重大成就和历史经验的决议》提到要确立习近平中共党中央的核心、中共全党的核心地位，确立习近平新时代中国特色社会主义思想的指导地位，并指出中共十八大以来，中共和国家事业取得历史性成就、发生历史性变革，根本在于有以习近平为核心的党中央领航掌舵。

### 展望未来
全会提出，不忘初心，方得始终。全党要牢记中国共产党是什么、要干什么这个根本问题，把握历史发展大势，坚定理想信念，牢记初心使命，始终谦虚谨慎、不骄不躁、艰苦奋斗，不为任何风险所惧，不为任何干扰所惑，决不在根本性问题上出现颠覆性错误，以咬定青山不放松的执着奋力实现既定目标，以行百里者半九十的清醒不懈推进中华民族伟大复兴。
全会强调，全党必须坚持马克思列宁主义、毛泽东思想、邓小平理论、“三个代表”重要思想、科学发展观，全面贯彻习近平新时代中国特色社会主义思想。必须坚持党的基本理论、基本路线、基本方略，增强“四个意识”，坚定“四个自信”，做到“两个维护”，坚持系统观念，统筹推进“五位一体”总体布局，协调推进“四个全面”战略布局，立足新发展阶段、贯彻新发展理念、构建新发展格局、推动高质量发展，全面深化改革开放，促进共同富裕，推进科技自立自强，发展全过程人民民主，保证人民当家作主，坚持全面依法治国，坚持社会主义核心价值体系，坚持在发展中保障和改善民生，坚持人与自然和谐共生，统筹发展和安全，加快国防和军队现代化，协同推进人民富裕、国家强盛、中国美丽。
全会强调，全党必须永远保持同人民群众的血肉联系，践行以人民为中心的发展思想，不断实现好、维护好、发展好最广大人民根本利益，团结带领全国各族人民不断为美好生活而奋斗。

### 召开中共二十大
全会决定，中国共产党第二十次全国代表大会于2022年下半年在北京召开。全会认为，这是党进入全面建设社会主义现代化国家、向第二个百年奋斗目标进军新征程的重要时刻召开的一次十分重要的代表大会，是党和国家政治生活中的一件大事。

## 新闻发布会
2021年11月12日上午10时，中共中央举行新闻发布会，介绍十九届六中全会精神。中央广播电视总台、人民网、新华网、中国网等对新闻发布会进行直播。中共中央宣传部分管日常工作的副部长王晓晖，中共中央政策研究室主任江金权，中央财经委员会办公室分管日常工作的副主任韩文秀，中央党史和文献研究院院长曲青山介绍了十九届六中全会精神，并答记者问。发布会由中共中央宣传部副部长、国务院新闻办公室主任徐麟主持。王晓晖介绍了中共十九届六中全会的重要成果，从三方面阐述了习近平新时代中国特色社会主义思想实现了马克思主义中国化新的飞跃，介绍了新时代文化建设成就的五个方面；江金权介绍了中国全过程人民民主的特点和“两个确立”（确立习近平同志党中央的核心、全党的核心地位，确立习近平新时代中国特色社会主义思想的指导地位）的必要性；韩文秀介绍了中国创造经济奇迹的“秘诀”、实现共图富裕的途径和“一带一路”的重要意义；曲青山介绍了本次全会《关于党的百年奋斗重大成就和历史经验的决议》的地位和意义。